# Joe Colombo
Joe (ursprungligen Cesare) Colombo, född 30 juli 1930 i Milano, död där 30 juli 1971, var en italiensk arkitekt och designer.
Joe Colombo kombinerade tekniska nyheter med god funktion. Han arbetade bland annat med plast i möbler och inredningar. Colombo gjorde fåtöljen Elda 1963, lampor för O-Luce och en mobil kontorshurts för Kartell. Han formgav även keramik.